# Wakarusa (Kansas)
Wakarusa – jednostka osadnicza w Stanach Zjednoczonych, w stanie Kansas, w hrabstwie Shawnee.